# Domingo Sert Badía
Domingo Sert Badía (Barcelona, 1866 - Barcelona, 1952) fue un empresario y político español. 
Era hijo del empresario textil Domingo Sert y hermano de Francisco de Paula Sert, conde de Sert. Estaba casado con una hermana del abogado y político José Bertrán Musitu. Domingo Sert estudió ingeniería y obtuvo concesiones para el aprovechamiento de las aguas del Noguera Pallaresa en 1901. Fue elegido diputado al Congreso por el distrito electoral de Manresa en las elecciones generales de 1896 y por el de Tremp —dentro de la candidatura de la Lliga Regionalista— en las elecciones de 1901. También fue presidente del Fomento del Trabajo Nacional, cargo que ejerció entre 1922 y 1929 —coincidiendo con la dictadura de Primo de Rivera—.